# Golf ai II Giochi olimpici giovanili estivi
Le gare di golf ai II Giochi olimpici giovanili estivi sono state disputate al Zhongshan International Golf Club di Nanchino dal 19 al 26 agosto 2014. Il golf ha fatto quindi il suo debutto ai Giochi olimpici giovanili, prima di entrare definitivamente nel programma olimpico a partire da Rio 2016.

## Medagliere
| Pos.   | Paese         | Oro | Argento | Bronzo | Totale |
| ------ | ------------- | --- | ------- | ------ | ------ |
| 1      | Corea del Sud | 1   | 1       | 0      | 2      |
| 1      | Italia        | 1   | 0       | 1      | 2      |
| 3      | Svezia        | 0   | 1       | 0      | 1      |
| 3      | Taipei cinese | 0   | 1       | 0      | 1      |
| 5      | Thailandia    | 0   | 0       | 2      | 1      |
| Totale | Totale        | 2   | 2       | 2      | 7      |

## Podi
| Evento                           | Oro                                | Argento                                | Bronzo                                |
| Individuale maschile (dettagli)  | Renato Paratore                    | Marcus Kinhult                         | Danthai Boonma                        |
| Individuale femminile (dettagli) | Lee So-Young                       | Cheng Ssu-Chia                         | Supamas Sangchan                      |
| A squadre miste (dettagli)       | Svezia Marcus Kinhult Linnea Strom | Corea del Sud Youm Eun Ho Lee So-Young | Italia Renato Paratore Virginia Carta |